# Oberkreuzstetten
Oberkreuzstetten ist ein Ort der Marktgemeinde Kreuzstetten im Bezirk Mistelbach in Niederösterreich.

## Geografie
Oberkreuzstetten befindet sich am nördlichen Rand des Kreuttales.

## Geschichte

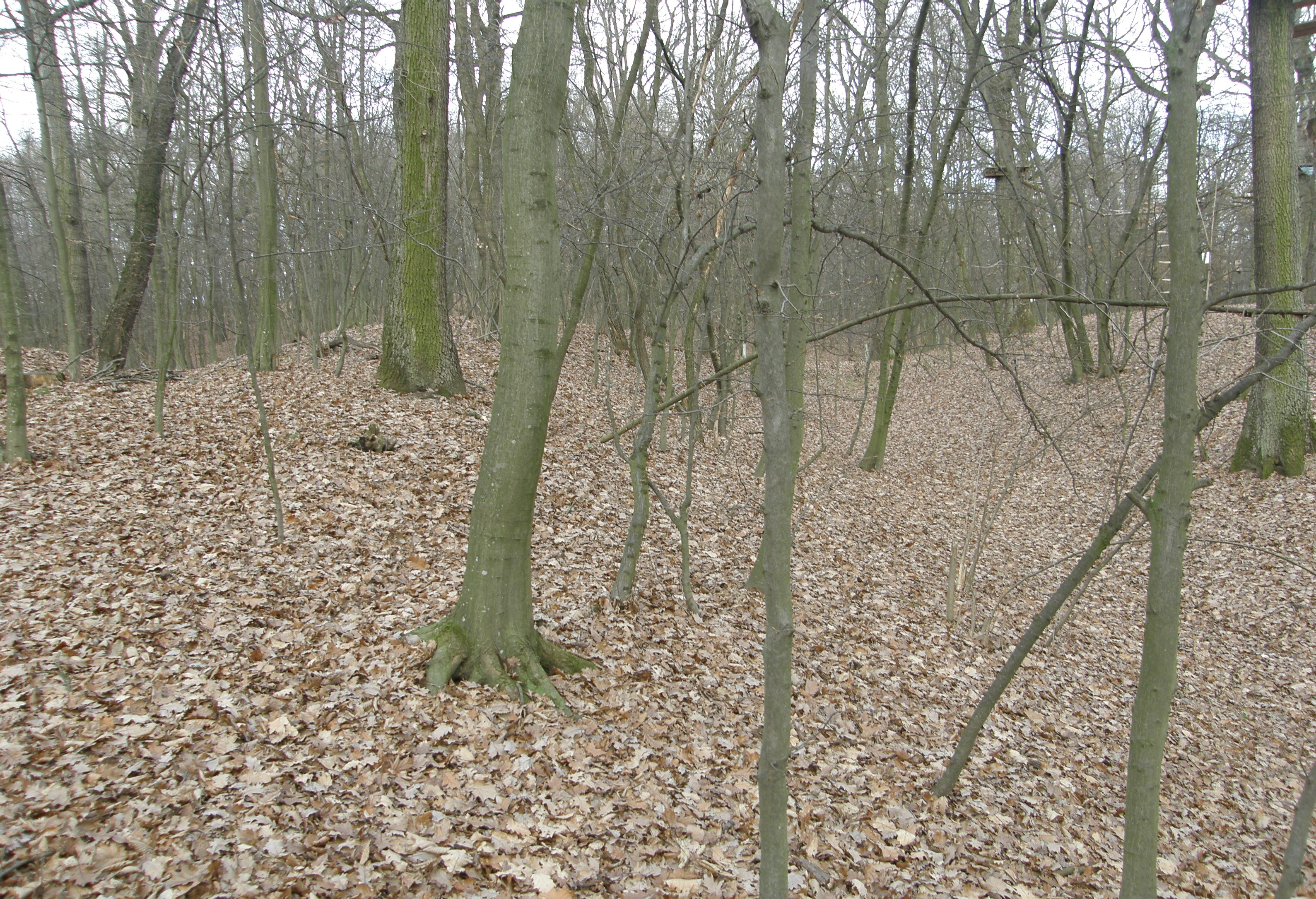
Höhensiedlung Ochsenberg

Die Gegend war bereits im Neolithikum und in der Bronzezeit besiedelt. Auf dem Ochsenberg befinden sich Reste einer mächtigen urzeitlichen Ringwallanlage mit teils vierfachem Bering. Laut Adressbuch von Österreich waren im Jahr 1938 in der Ortsgemeinde Oberkreuzstetten ein Bäcker, ein Binder, ein Fleischer mit Gastwirtschaft, zwei Gemischtwarenhändler, eine Hebamme, drei Milchhändler, ein Sattler, zwei Schmiede, ein Schneider, drei Schuster, eine Sparkasse und mehrere Landwirte ansässig.

## Bebauung
Die Verbauung an der Durchgangsstraße ist teils geschlossen und eingeschoßig. Im Ortsteil im Osten besteht um einen angerartigen Platz eine lockere Verbauung.

## Kultur und Sehenswürdigkeiten
- Katholische Pfarrkirche Oberkreuzstetten Mariä Heimsuchung
- Pfarrhof
- Kellergasse

## Persönlichkeiten
- Carl Hofbauer (1855–1916), Gründer der Confiserie Hofbauer